# SK Lochristi
SK Lochristi is een Belgische voetbalclub uit Lochristi. De club is bij de Koninklijke Belgische Voetbalbond aangesloten met stamnummer 5617 en heeft blauw en wit als kleuren.

## Geschiedenis
De club werd in 1952 in Beervelde opgericht als SK Beervelde en men sloot zich aan bij de Belgische Voetbalbond. Men ging in 1953 van start in Derde Provinciale, toen het laagste provinciale niveau. Na onenigheid richtten een aantal spelers in 1968 een nieuwe club op, Dynamo Beervelde, dat bij het Katholiek Sportverbond (KVS) ging spelen.
In 1969 werd een nieuwe laagste provinciale niveau ingericht, Vierde Provinciale, en SK Beervelde moest een niveau zakken. In 1973 behaalde men een eerste titel en promoveerde men van Vierde naar Derde Provinciale, maar een jaar later zakte men weer. Dorpsgenoot FC Dynamo Beervelde maakte in 1977 eveneens de overstap naar de KBVB, wat zo regelmatig tot dorpsderby's leidde.
SK Beervelde bleef in de laagste reeksen spelen tot het in 1988 weer een titel behaalde en weer naar Derde Provinciale promoveerde. Toen een jaar later de voetbalbond een extra reeks invoerde in de Oost-Vlaamse Tweede Provinciale en daar zo extra plaatsen beschikbaar kwamen, kon SK Beervelde mee promoveren. 
SK Beervelde bleef zich handhaven in Tweede Provinciale en kreeg daar in de tweede helft van de jaren 90 het gezelschap van het naburige SC Begonia Lochristi. In 1999 kwam het tot een fusie van beide clubs. De fusieclub speelde verder onder de naam SK Lochristi met stamnummer 5617 van Beervelde. Het eerste elftal en de meeste jeugdploegen gingen spelen op de terreinen in Lochristi, het B-elftal en reserve-elftal en enkele jeugdploegen namen de terreinen in Beervelde in gebruik.
SK Lochristi bleef de volgende jaren in Tweede Provinciale spelen, tot men er in 2013 de titel behaalde. Voor het eerst promoveerde de club zo naar Eerste Provinciale. In het seizoen 2019/20 speelde Lochristi voor het eerst in de Derde klasse amateurs.

## Resultaten
| Seizoen | Klasse | Klasse | Klasse | Klasse | Klasse | Klasse | Klasse | Klasse | Klasse | Reeks                                                    | Punten                                                   | Opmerkingen                                                                   |
|         | I      | I      | II     | III    | IV     | P.I    | P.II   | P.III  | P.IV   |                                                          |                                                          |                                                                               |
| ------- | ------ | ------ | ------ | ------ | ------ | ------ | ------ | ------ | ------ | -------------------------------------------------------- | -------------------------------------------------------- | ----------------------------------------------------------------------------- |
| 2004/05 |        |        |        |        |        |        | 2      |        |        | Tweede prov. O.-Vl. C                                    | 62                                                       |                                                                               |
| 2005/06 |        |        |        |        |        |        | 4      |        |        | Tweede prov. O.-Vl. C                                    | 54                                                       |                                                                               |
| 2006/07 |        |        |        |        |        |        | 7      |        |        | Tweede prov. O.-Vl. C                                    | 41                                                       |                                                                               |
| 2007/08 |        |        |        |        |        |        | 9      |        |        | Tweede prov. O.-Vl. C                                    | 41                                                       |                                                                               |
| 2008/09 |        |        |        |        |        |        | 8      |        |        | Tweede prov. O.-Vl. A                                    | 42                                                       |                                                                               |
| 2009/10 |        |        |        |        |        |        | 11     |        |        | Tweede prov. O.-Vl. A                                    | 34                                                       |                                                                               |
| 2010/11 |        |        |        |        |        |        | 10     |        |        | Tweede prov. O.-Vl. C                                    | 38                                                       |                                                                               |
| 2011/12 |        |        |        |        |        |        | 7      |        |        | Tweede prov. O.-Vl. C                                    | 44                                                       |                                                                               |
| 2012/13 |        |        |        |        |        |        | 1      |        |        | Tweede prov. O.-Vl. C                                    | 66                                                       | Kampioen                                                                      |
| 2013/14 |        |        |        |        |        | 16     |        |        |        | Eerste prov. O.-Vl.                                      | 13                                                       |                                                                               |
| 2014/15 |        |        |        |        |        |        | 1      |        |        | Tweede prov. O.-Vl. C                                    | 67                                                       | Kampioen                                                                      |
| 2015/16 |        |        |        |        |        | 8      |        |        |        | Eerste prov. O.-Vl.                                      | 41                                                       |                                                                               |
|         | 1A     | 1B     | 1Am    | 2Am    | 3Am    | P.I    | P.II   | P.III  | P.IV   | Vanaf 2016-17 zijn er 3 nationale en 2 regionale niveaus | Vanaf 2016-17 zijn er 3 nationale en 2 regionale niveaus | Vanaf 2016-17 zijn er 3 nationale en 2 regionale niveaus                      |
| 2016/17 |        |        |        |        |        | 3      |        |        |        | Eerste prov. O.-Vl.                                      | 51                                                       | Verloren in eindronde voor promotie                                           |
| 2017/18 |        |        |        |        |        | 4      |        |        |        | Eerste prov. O.-Vl.                                      | 51                                                       | Verloren in eindronde voor promotie                                           |
| 2018/19 |        |        |        |        |        | 5      |        |        |        | Eerste prov. O.-Vl.                                      | 48                                                       |                                                                               |
| 2019/20 |        |        |        |        | 7      |        |        |        |        | Derde kl. amateurs VV A                                  | 36                                                       | Seizoen vroegtijdig stopgezet door Covid-19                                   |
| 2020/21 |        |        |        |        | 5      |        |        |        |        | Derde afdeling VV A                                      | 6                                                        | Competitie vroegtijdig stopgezet, na 3 wedstrijden, vanwege de coronapandemie |
| 2021/22 |        |        |        |        | 5      |        |        |        |        | Derde afdeling VV A                                      | 48                                                       | Eerste ploeg stopgezet. Verdergegaan met B-ploeg in derde provinciale         |
| 2022/23 |        |        |        |        |        |        |        | 4      |        | Derde prov. O.-Vl. A                                     | 59                                                       | Gewonnen in eindronde voor promotie                                           |
| 2023/24 |        |        |        |        |        |        | 12     |        |        | Tweede prov. O.-Vl. A                                    | 36                                                       |                                                                               |
| 2024/25 |        |        |        |        |        |        | 14     |        |        | Tweede prov. O.-Vl. A                                    | 28                                                       |                                                                               |
| 2025/26 |        |        |        |        |        |        |        |        |        | Tweede prov. O.-Vl. A                                    |                                                          |                                                                               |